# Митотан
Митота́н (дихло́рдифени́лдихло́рэта́н, хлодитан, лизодрен, о,п-ДДД, o,p-DDD) — лекарственное средство, противоопухолевый препарат. Применяют в терапии опухолей коры надпочечников, а также для лечения болезни Иценко-Кушинга. Ингибитор функции коры надпочечников.

## Физические свойства
Белый кристаллический порошок без запаха, почти нерастворим в виде, растворим в спирте. 

## Механизм действия
Митотан способен избирательно действовать на корковое вещество надпочечников, вызывая деструктивное изменение их нормальной и опухолевой ткани. При этом происходит блокирование активности сукцинатдегидрогеназы и, как следствие, уменьшению выработки кортикостероидных гормонов. 

## Показания
Активно в отношении опухолей коркового вещества надпочечников и их метастазов в легкие, а также при лечении болезни Иценко-Кушинга. Препарат не оказывает негативного действия на лейкопоэз и функцию печени. 

## Противопоказания
Тяжелое общее истощение. 

## Побочные действия
Препарат, в целом, удовлетворительно переносится больными. В отдельных случаях наблюдается потеря аппетита, тошнота, рвота, диарея, сонливость, депигментация кожи. 

## В ветеринарии
Известно применение митотана для  для лечения болезни Иценко-Кушинга у собак.  